# العلاقات التركية السورية
العلاقات التركية السورية حين نالت سوريا استقلالها في العام 1946، لم تكن في حالة طبيعية وصولًا إلى نهاية القرن العشرين، بل سادت حالة من العداء والتأزم مجمل هذه الفترة المديدة، وذلك على خلفية أسباب عديدة، أهمها ضم تركيا لأراضي واسعة من سوريا كلواء إسكندرون عام 1938 بمؤازرة الانتداب الفرنسي، واختلاف الخيارات والتحالفات الإستراتيجية لكلا البلدين، حيث اختارت تركيا السياسات والتوجهات الأطلسية الغربة الرأسمالية، في حين انحازت أغلب الحكومات السورية إلى التوجهات اليسارية والاشتراكية.
وخلال هذه الفترة دخل البلدان في أكثر من مرة في حالة من النزاع، كادت تفضي إلى حرب مدمرة بينهما، وكان يجسدها على الأرض تعزيز الوجود العسكري على الحدود وزراعة المزيد من الألغام على الجانب التركي، بحيث لا يستطيع أي كائن عبورها. وامتد النزاع ليشمل المياه، خصوصا خلال تسعينيات القرن العشرين، حيث قامت تركيا بإنشاء سلسلة من السدود الكبرى على نهر الفرات، فحجزت القسم الأعظم من مياهه، وحجزت مياه نهر الخابور بأكملها حتى جفّ وتوقف جريانه في الأراضي السورية.

## تأزم العلاقات بسبب إسرائيل
انتقل التأزم في العلاقات السورية التركية إلى مرحلة خطيرة من تنامي التعاون العسكري بين تركيا وإسرائيل، حيث نظرت القيادة السياسية السورية إليه بوصفه يهدف إلى وضع سوريا بين فكي كماشة، وأن الحلف العسكري والسياسي والأمني بين تركيا وإسرائيل يشكل ضغطا إستراتيجيا عليها في مختلف المجالات، وأنه يشكل الأساس للحذر والريبة وخطرا يهدد الأمن الإستراتيجي القومي العربي.
بالمقابل، كانت تركيا تتهم الحكومة البعثية السورية بإيواء وتدريب عناصر حزب العمال الكردستاني، وأنه يستخدم «الورقة الكردية» لزعزعة أمنها، إضافة إلى أنها كانت تنظر بريبة للعلاقات السياسية وللتعاون السوري اليوناني والعلاقات مع الشطر اليوناني من قبرص،

## الأعلام والأعمال التلفزيونية
كانت تركيا دائما تعبر عن تذمرها من عرض المسلسلات الدرامية السورية التي تظهر الاضطهاد العثماني في سوريا إبان الاحتلال في عهد الإمبراطورية العثمانية وكان منها ان عبر المتحدث باسم الخارجية التركي ان الأعمال التلفزيونية السورية مبالغ فيها.

## أزمة واتفاق 1998
بلغ النزاع أوجه عام 1998 بين البلدين حين هدد القادة الأتراك باجتياح الأراضي السورية بحجة وقف هجمات حزب العمال الكردستاني. وايواء قائد حزب العمال الكردستاني -عبد الله اوجلان- في الأراضي السورية، ولكن تدخل بعض الدول الصديقة للطرفين مثل مصر وإيران، وخروج عبد الله اوجلان من سوريا، وتدخل ليبيا التي هددت بطرد الشركات التركية من أراضيها وإحلال شركات يونانية محلها أوقف التأزم بين الطرفين. وقد انتهى النزاع رسميًا بتوقيع اتفاقية أضنة 1998 والاتفاق على خروج مقاتلي حزب العمال الكردستاني من شمال سوريا.

## العلاقات ما بعد أزمة 1998
بدأ مشهد العلاقات السورية التركية بالتغير بعد انتهاء أزمة 1998، فبرز توجه نحو الحوار والتفاهم لدى الحكومتين السورية والتركية، يحذوه السعي نحو إقامة علاقات أفضل وأكثر استقرارًا بين البلدين، فبدأ التوافق في الجانب الأمني، ثم انتقل إلى الجانب الاقتصادي والسياسي، وجرى توقيع عدة اتفاقيات في جميع مجالات الاختلاف، نفّذ معظمها في أوانه.

## العلاقات في ظل حكم حزب العدالة والتنمية
وأعطت زيارة الرئيس التركي السابق أحمد نجدت سيزر لدمشق في يونيو/حزيران 2000 دفعة قوية في اتجاه تغيير علاقة أنقرة بدمشق، وعززتها زيارة الرئيس السوري بشار الأسد الأولى إلى تركيا عام 2004، لكن فوز حزب العدالة والتنمية في الانتخابات التركية والمواقف السياسية التي اتخذها قادته في السياسة الخارجية كان له الدور الأكبر في تحول العلاقات السورية التركية نحو التفاهم والتعاون، حيث جرى التفاهم على تحويل الحدود من نقطة خلاف وتوتر إلى نقطة تفاهم وتعاون، فوقعت اتفاقية إزالة الألغام من على جانبي الحدود لإقامة مشاريع إنمائية مشتركة.
وأعلن هذا التوجه بداية عهد التقارب الذي سيقلب حالة العداء التاريخي إلى حالة من اللقاء والتفاهم والتعاون، خصوصا وأن قادة حزب العدالة والتنمية رفضوا المشاركة في سياسة العزل والحصار التي حاول الرئيس الأميركي السابق جورج دبليو بوش فرضها على سوريا، بل قام الساسة الأتراك بلعب دور الوسيط بين سوريا ومختلف الحكومات الأوروبية، الأمر الذي أسهم في مساعدة النظام السوري على عبور تلك المرحلة الصعبة.
وعلى الجانب السوري، تجاوزت القيادة السياسية السورية كل مثبطات العلاقة مع تركيا، فرمت بعيدًا بما تحمله الذاكرة والتاريخ تجاه الأتراك، وصرفت النظر عن عضوية تركيا الأطلسية، وشيّدت علاقات ثقة وتعاون معها، حتى أصبحت تركيا راعية للمفاوضات السورية الإسرائيلية غير المباشرة.

## التعاون الاقتصادي
نقطة الانطلاق في الجانب الاقتصادي بين سوريا وتركيا هي توقيع البلدين اتفاق التجارة الحرة بينهما، الذي يسمح بتدفق البضائع في الاتجاهين وإقامة مشاريع مشتركة، وقد أثمر العديد من المشاريع الصناعية ومشاريع البنى التحتية والخدماتية، حيث لم يشمل التغير العلاقات السورية التركية المجال السياسي فقط، بل الجانب الاقتصادي أيضًا، فتركيا حققت نجاحات اقتصادية، وسعت لتكون سوريا بواباتها العربية إلى دول الخليج العربي ومصر وسواها، لذلك جرى التوقيع عام 2004 على اتفاقية التجارة الحرة، وتمّ الشروع بتطبيقها عام 2007، وفي السياق ذاته جاء اتفاق فتح الحدود بين البلدين من دون سمة دخول، والذي بدأ العمل به في منتصف الشهر الماضي، فضلا عن عشرات الاتفاقيات الاقتصادية الأخرى.
وكانت نقطة الانطلاق في الجانب الاقتصادي هي توقيع البلدين اتفاق التجارة الحرة بينهما، الذي يسمح بتدفق البضائع في الاتجاهين وإقامة مشاريع مشتركة. وقد أثمر العديد من المشاريع الصناعية ومشاريع البنى التحتية والخدماتية، وامتد ذلك إلى الجانب الثقافي، حيث شرع بتدريس اللغة التركية في دمشق وحلب، واللغة العربية في أنقرة وإسطنبول، وتأسست جمعيات ثقافية، مثل الجمعية العربية للعلوم والثقافة والفنون في أنقرة، وقامت شركات سوريا بدبلجة المسلسلات التركية وعرضها للمشاهدين العرب. وبادر الجانب التركي إلى رفع كمية تدفق مياه نهر الفرات لتصل إلى 575 مترا مكعبا في الثانية، ووافق على أن تمرّ أنابيب الغاز المصدر من أذربيجان إلى سوريا، وأن تكون الأراضي التركية ممرا لربط شبكة الغاز العربية من مصر إلى الدول الأوروبية.
وجاء اتفاق إلغاء التأشيرات، الذي يسمح بدخول السوريين والأتراك دون الحاجة إلى إجراءات قنصلية والذي وصفه رئيس الوزراء التركي رجب طيب أردوغان بـ«شام غن»، في إشارة إلى تشبيهه بـ«شينغن» الأوروبية، كي يتوج صفحة الانفتاح والتعاون الاقتصادي بين البلدين.

## ذوبان الجليد المحتمل
في أكتوبر 2021، التقى وزير الخارجية التركي مولود جاويش أوغلو بوزير الخارجية السوري فيصل المقداد في قمة حركة عدم الانحياز، واستؤنفت العلاقات بين وكالات المخابرات في البلدين. أعلن جاويش أوغلو ذلك علنا في أغسطس 2022 ودعا إلى المصالحة بين الحكومة السورية والمعارضة.
نشرت صحيفة تركيا الرسمية 5 شروط وضعتها الحكومة السورية لاستئناف العلاقات الدبلوماسية، على النحو التالي:
1. عودة سيطرة الحكومة على إدلب،
2. نقل إدارة معبر باب الهوى الحدودي ومعبر كسب الجمركي إلى السلطات السورية،
3. فتح ممر تجاري بين دمشق وجيلفيغوزو،
4. تتمتع دمشق بالسيطرة الكاملة على ممر النقل الاستراتيجي المعروف باسم M4، الواقع على الخط بين حلب واللاذقية ودير الزور والحسكة في شرق سوريا،
5. تقدم تركيا الدعم لسوريا فيما يتعلق بالعقوبات الأمريكية والأوروبية.

في المقابل، تريد أنقرة من دمشق التطهير الكامل لمناطق (PKK/YPG), العودة الآمنة للاجئين والانتهاء السليم من الاندماج السياسي والعسكري بين المعارضة والحكومة. كما تريد أن تستقبل حمص ودمشق أولى الدفعات من اللاجئين.

## روابط خارجية
- العلاقات السورية التركية - الوكالة العربية السورية للأنباء - سانا...
- قناة الجزيرة-المعرفة -العلاقات السورية التركية
- سياسية
- العلاقات السورية التركية.. تطلع نحو المستقبل
- قناة العربية-العلاقات السورية التركية